# جاست هنريك إلي
جاست هنريك إلي هو سياسي نرويجي، ولد في 30 نوفمبر 1759 في ستافانغر في النرويج، وتوفي في 30 مارس 1824 في كريستيانساند في النرويج. انتخب member of the Norwegian Constitutional Assembly ‏ عن دائرة  (10 أبريل 1814 – 20 مايو 1814).